# Monachosorum flagellare
Monachosorum flagellare là một loài thực vật có mạch trong họ Dennstaedtiaceae. Loài này được (Makino) Hayata miêu tả khoa học đầu tiên năm 1909.